# Uta Frith
Uta Frith (ur. 25 maja 1941 w Rockenhausen) – niemiecka specjalistka w dziedzinie psychologii rozwojowej związana z University College London (Institute of Psychiatry, Psychology and Neuroscience), autorka przełomowej książki „Autism: Explaining the Enigma” („Autyzm: wyjaśnienie tajemnicy”), Dama Orderu Imperium Brytyjskiego, uhonorowana tytułami Fellow Royal Society (FRS), Fellow British Academy (FBA), Fellow Academy of Medical Sciences UK, przewodnicząca Diversity Committee w Royal Society.
W czasie badań autyzmu i dysleksji doprowadziła do zmiany sposobów rozważania zagadnień powstawania, rozwoju i terapii „zaburzeń psychogennych”. Wyjaśniając główne objawy autyzmu opracowała (ze współpracownikami) opartą na podstawach biologicznych teorię ślepoty umysłu i słabej centralnej koherencji, co stało się naukową podstawą psychoterapii wielu zaburzeń autystycznych. Badania są kontynuowane, m.in. w University of Cambridge (zob. Simon Baron-Cohen, Autism Research Centre).

## Życiorys

### Dzieciństwo i młodość w Niemczech
Urodziła się 25 maja 1941 roku w Rockenhausen (Nadrenia-Palatynat). Dorastała w Kaiserslautern. Jej ojciec, Wilhelm Aurnhammer (1907–1984), był w młodości ekspresjonistycznym malarzem w Monachium. Należał do grupy artystów, którym naziści odmówili prawa wystawienia swoich prac – w latach 1935–1941 pracował jako nauczyciel w szkołach podstawowych. W czasie II wojny światowej służył jako sanitariusz. Po wojnie był nadal nauczycielem sztuki, a poza tym malował i rysował. Był zachwycony przyrodą południowej Francji (Le Midi de la France); spędzał tam każde lato, biwakując i tworząc setki szkiców skał, drzew, krajobrazów.
Jako uczennica gimnazjum Uta Aurnhammer nie miała skrystalizowanych zainteresowań – była zachwycona łaciną i greką (marzyła o rozszyfrowaniu języka Etrusków), chętnie uczyła się przedmiotów przyrodniczych, jednak w przyszłości musiała uzupełniać wiedzę z matematyki, chemii i fizyki. Po ukończeniu gimnazjum studiowała historię sztuki i psychologię w Saarbrücken (Uniwersytet Kraju Saary) – myślała o kontynuacji studiów artystycznych w Paryżu, jednak bardziej zainteresowała się psychologią eksperymentalną. Była zafascynowana publikacjami Hansa Eysencka – jego krytyką psychoanalizy i innych nieempirycznych metod badań psychologicznych (np. książkami Uses and Abuses of Psychology z 1953 roku i Sense and Nonsense in Psychology z 1957 roku). W 1964 roku zdecydowała się na wyjazd do Londynu w celu odbycia stażu w Institute of Psychiatry (IoP, obecnie IoPNN) i udoskonalenia znajomości języka angielskiego.

### Studia i praca zawodowa w Wielkiej Brytanii
Od 1965 roku rozwijała swoje zainteresowania psychologią eksperymentalną pod naukową opieką neuropsychologów brytyjskich, Beate Hermelin i Neila O'Connora, wspólnie prowadzących badania autyzmu dziecięcego (autorzy m.in. książki Psychological Experiments with Autistic Children, wyd. 1970). Jej przyjacielem, ułatwiającym adaptację w nowych warunkach (w tym naukę języka), stał się młody neuropsycholog (doktorant Hansa Eysencka), Christopher Frith, z którym zaręczyła się, rezygnując z powrotu do Niemiec.
Studia ukończyła w Institute of Psychiatry (IoP) University of London w 1966 roku (kierunek Abnormal Psychology), a w 1968 roku otrzymała tamże stopień doktora (PhD) na podstawie rozprawy: Pattern detection in normal and autistic children.
Po doktoracie pracowała na etacie naukowym w stowarzyszonych z UCL jednostkach badawczych: do 1982 roku w utworzonej przez Neila O’Connora Developmental Psychology Unit, a następnie, do 1998 roku, w MRC Cognitive Development Unit, kierowanym przez Johna Mortona. Jej badania były finansowane przez MRC (kolejne programy pięcioletnie).
W 1996 roku otrzymała w UCL stanowisko profesora rozwoju poznawczego (cognitive development, zob. m.in. kognitywistyka, procesy poznawcze, Jean Piaget i jego koncepcja rozwoju intelektualnego).  W następnych latach powierzono jej funkcję zastępcy dyrektora Institute of Cognitive Neuroscience.

### Emerytura
Od 2006 roku Uta Frith pracuje naukowo jako profesor emeritus.
Od 2007 roku jest też profesorem wizytującym w Aarhus University (AU). Wraz z mężem (również profesorem wizytującym w AU) działa w interdyscyplinarnym Interacting Minds Centre.
Uta i Chris Frith (autor „Discovering the Social Mind”, 2016) otrzymali wspólnie nagrodę CNRS „Jean Nicod Prize” i byli wykładowcami na zorganizowanej z tej okazji konferencji (Conférences Jean-Nicod 2014) nt. „What makes us social?”. Podjęto decyzję o publikacji treści wykładów w formie książkowej.
Od 2015 roku Uta Frith jest przewodniczącą Diversity Committee w Royal Society; coraz więcej uwagi zwraca na problemy równości, uczciwości i różnych form różnorodności (zob. różnorodność biologiczna, różnorodność genetyczna, zróżnicowanie etniczne, zróżnicowanie społeczne). Obejmując funkcję przewodniczącej Komitetu Różnorodności opracowała poglądowe materiały nt. błędu poznawczego, który może być popełniany przez RS np. w czasie podejmowania decyzji dot. przyznawania funduszy, nagród i nominacji wskutek nieuświadomionych uprzedzeń (zob. też zagrożenie stereotypem).

„Nieszczelny rurociąg” – udział kobiet w szkolnictwie wyższym i badaniach naukowych w 2013 roku według raportu UNESCO

Jest aktywna w walce o prawa kobiet w nauce. W 2013 roku zorganizowała m.in. wystawę portretów kobiet-naukowców w siedzibie Royal Society. Wyrażała nadzieję, że zwiedzające wystawę dziewczęta i młode kobiety zachęci ona do wytrwałej pracy naukowej, bez względu na przekonania otoczenia np. o przewadze chłopców w zakresie nauk ścisłych i techniki. Nie oznacza to braku akceptacji istnienia różnic między mózgami kobiet i mężczyzn (zob. prace S. Baron-Cohena).
Biologiczne przyczyny zjawiska nazwanego „nieszczelnym rurociągiem” Uta Frith dostrzega w ewolucyjnym przystosowaniu kobiet do macierzyństwa – „zegar biologiczny jest w dziwnej zmowie z presją społeczną”. Biologia sprawia, że matki są bardziej od ojców emocjonalnie związane z dziećmi – są skłonne porzucić pracę naukową dla ich dobra, mimo że część domowych obowiązków mogą wziąć na siebie inni (bez szkody dla dziecka). Współczesne role w grupach społecznych są inne niż w małych grupach pierwotnych, w których bezpośrednia opieka matki trwała krótko – była zastępowana przez allorodzicielstwo (zob. ewolucyjne źródła silnych więzi społecznych). W opublikowanym na stronie FrithMind liście do młodej adresatki (Cxxxx) Uta Frith wyraża opinię, że kobiety powinny uważniej dokonywać wyborów między pracą naukową i „dobrem rodziny”. Stojącą przed takim wyborem młodą kobietę ostrzega, że porzucenie pracy będzie bardzo nęcące („nic nie jest łatwiejsze niż stanie się niewolnikiem uroku małego dziecka”). Wybierając naukę powinna liczyć na pomoc męża i innych osób (członkowie rodziny, przedszkole itp.), jednak będzie to wybór wbrew sobie. Na całym świecie kobiety-naukowcy dokonują wciąż podobnych wyborów, często nieracjonalnych (przedłużający się okres życia z nadopiekuńczą matką nie sprzyja rozwojowi dziecka). Żadna z kobiet nie powinna czuć się winna, niezależnie od dokonanego trudnego wyboru własnej drogi.
Przykładem owocnej współpracy kobiet i mężczyzn jest małżeństwo U. i C.D. Frith. Wychowanie dwóch synów nie było przeszkodą dla ich pracy naukowej. Oboje wspólnie redagują stronę internetową FrithMind. Wspólnie z synem Alexem opracowali ilustrowaną książeczkę „Two Heads” o poznaniu społecznym, małżeństwie i znaczeniu badań (grafik: Daniel Locke).

## Tematyka badań naukowych

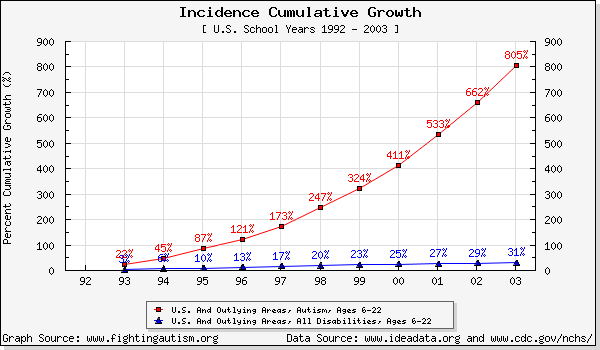
Wzrost liczby diagnozowanych przypadków autyzmu w latach 1993–2003 (linia niebieska – zmiany liczby wszystkich zaburzeń)

Obszarem działalności naukowej Uty Frith są poznawcze i neurobiologiczne podstawy autyzmu, dysleksji i innych zaburzeń rozwoju.
Zagadnienia spektrum autystycznego, w tym przypadków zaskakującego połączenia niepełnosprawności intelektualnej i niezwykłego talentu (zob. zespół sawanta), obecnie mocno absorbują publiczną uwagę, m.in. z powodu wzrastającej liczby diagnozowanych przypadków całościowych zaburzeń rozwoju. Przyczyny tego wzrostu nie zostały dotychczas ostatecznie wyjaśnione. Przypuszcza się, że wzrost wykrywalności jest spowodowany rozwojem metod diagnostycznych i ich rosnącą popularnością (nie odzwierciedla rzeczywistego wzrostu częstości występowania zaburzenia).

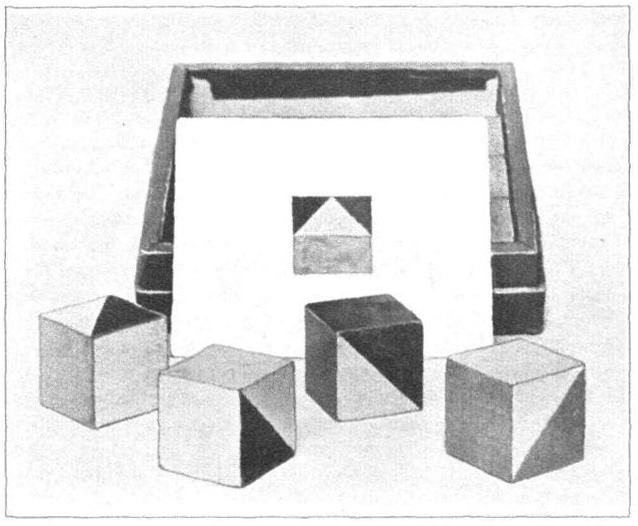
Kostki Kohsa (Samuel Kohs, 1920); zob. rys. zastosowanie testu w amerykańskich szkołach

Uta Frith zajmuje się konsekwentnie problemami autyzmu i dysleksji, opracowując metodykę badawczą i analizując możliwe przyczyny występowania różnorodnych zaburzeń rozwoju (badania powiązane z neuronauką, psychologią społeczną, genetyką i in.).
W pierwszym okresie badań, gdy nie były ogólnie dostępne metody neuroobrazowania, obecnie stosowane powszechnie (zob. np. historia fMRI), eksperymenty psychologiczne opierały się przede wszystkim na obserwacji zachowań w warunkach eksperymentu i stosowaniu różnego rodzaju znanych testów wiedzy, sprawności, wrażliwości emocjonalnej i in., na przykład:
- Alexander Performance Scale Test (William Alexander(inne języki), 1935[52])
- Wechsler Adult Intelligence Scale (David Wechsler, 1995; słowne i bezsłowne skale zdolności)[i]
- International Affective Picture System(inne języki) (IAPS)

oraz testy przygotowywane we własnym zakresie.
Interpretując główne objawy autyzmu (odchylenia wyników osób autystycznych od wyników grup kontrolnych) Uta Frith i jej współpracownicy korzystali m.in. z wyników opublikowanych w 1978 roku badań D. Premacka i G. Woodruffa, które doprowadziły do sformułowania pojęcia „teoria umysłu” u szympansów). W latach 90. XX w. dodatkową podstawą neuronauki stała się wiedza o neuronach lustrzanych, odkrytych przez zespół naukowców z Uniwersytetu w Padwie u makaków.
Zespół Uty Frith włączył się do intensywnych badań analogicznych procesów i struktur w mózgach ludzi – poszukiwał doświadczalnego potwierdzenia koncepcji, że różnorodne objawy autyzmu są związane ze „ślepotą umysłu” lub osłabieniem koherencji centralnej.
Jeden z najbardziej popularnych testów, stosowanych w pierwszym okresie badań braku teorii umysłu w autyzmie dziecięcym – „test Sally i Anne” – opisano po raz pierwszy w 1985 roku w artykule Does the autistic child have a „theory of mind”? (współautorzy: Simon Baron-Cohen – w ramach pracy doktorskiej, A. Leslie i Uta Frith).
Ślepota umysłu powoduje brak empatii (zob. np. praca U.Frith i  wsp. nt. Levels of emotional awareness and autism: An fMRI study, 2008), który utrudnia lub uniemożliwia komunikację interpersonalną, procesy socjalizacji i tworzenie grup społecznych – kształtowanie się relacji interpersonalnych między ludźmi  i w stadach zwierzęcych (zob. też interpersonalna teoria psychiatrii). Dla człowieka najbardziej charakterystyczna jest umiejętność posługiwania się mową i językiem (konwersacja, pismo i czytanie), która wymaga złożonej analizy bodźców akustycznych i wzrokowych na podstawie wiedzy lingwistycznej i semantycznej. Prawidłowemu porozumieniu sprzyja „domyślanie się” znaczenia poszczególnych słów (zjawisko przypominające np. wnioskowanie o charakterze człowieka na podstawie jego karykatury; zob. strukturalizowanie procesów poznawczych i rozwój intelektualny według Jeana Piageta).
Według Uty Frith poznanie przyczyn dysleksji może pozwolić na głębsze zrozumienie struktur mózgu odpowiedzialnych za przebieg złożonych procesów poznawczych. Potwierdziły to przekonanie wieloletnie badania, prowadzone w tej dziedzinie z użyciem neuroobrazowania MRI i fMRI (współpracownicy: Chris Frith, Richard Frąckowiak, E. Paulesu, M. Snowling,  A.Gallagher, J. Morton i inni). Pozwoliły m.in. znaleźć argumenty przemawiające za modułową naturą przetwarzania fonologicznego (zob. modułowość mózgu) i za koncepcją ograniczonej plastyczności.

## Publikacje
Publikacje cytowane więcej niż 1000 razy do 13 marca 2018 (uporządkowane według liczby cytowań)
- 8011 – Does the autistic child have a „theory of mind”, S Baron-Cohen, AM Leslie, U Frith,  Cognition 21 (1), 37–46, 1985[69]
- 5011 – Autism: Explaining the enigma[1][75], U Frith, 1989
- 2936 – Beneath the surface of developmental dyslexia, U Frith, Surface dyslexia 32, 301–330, 1985
- 2126 – Development and neurophysiology of mentalizing, U Frith, CD Frith, Philosophical Transactions of the Royal Society B: Biological Sciences 358 …, 2003
- 1945 – The weak coherence account: detail-focused cognitive style in autism spectrum disorders, F Happé, U Frith, Journal of autism and developmental disorders 36 (1), 5–25, 2006
- 1738 – Interacting minds--a biological basis, CD Frith, U Frith, Science 286 (5445), 1692–1695, 1999
- 1639 – Other minds in the brain: a functional imaging study of “theory of mind” in story comprehension, PC Fletcher, F Happe, U Frith, SC Baker, RJ Dolan, RSJ Frackowiak, ... Cognition 57 (2), 109–128, 1995
- 1494 – Reading the mind in cartoons and stories: an fMRI study of ‘theory of mind’in verbal and nonverbal tasks, HL Gallagher, F Happé, N Brunswick, PC Fletcher, U Frith, CD Frith, Neuropsychologia 38 (1), 11–21, 2000
- 1421 – Autism: Beyond “theory of mind”,  U Frith, F Happé, Cognition 50 (1–3), 115–132, 1994
- 1416 – Autism, Asperger syndrome and brain mechanisms for the attribution of mental states to animated shapes, F Castelli, C Frith, F Happé, U Frith, Brain 125 (8), 1839–1849, 2002
- 1404 – Theories of developmental dyslexia: insights from a multiple case study of dyslexic adults, F Ramus, S Rosen, SC Dakin, BL Day, JM Castellote, S White, U Frith, Brain 126 (4), 841–865, 2003
- 1232 – 'Autistic psychopathy'in childhood. H Asperger, UT Frith, Cambridge University Press, 1991
- 1198 – Autism and Asperger syndrome, U Frith, M Mira, Focus on Autistic Behavior 7 (3), 13–15, 1992
- 1178 – Movement and mind: a functional imaging study of perception and interpretation of complex intentional movement patterns, F Castelli, F Happé, U Frith, C Frith, Neuroimage 12 (3), 314–325, 2000
- 1173 – Dyslexia: cultural diversity and biological unity. E Paulesu, JF Démonet, F Fazio, E McCrory, V Chanoine, N Brunswick, ..., Science 291 (5511), 2165–2167, 2001
- 1132 – The neural basis of mentalizing, CD Frith, U Frith, Neuron 50 (4), 531–534, 2006
- 1008 – Why do autistic individuals show superior performance on the block design task? A Shah, U Frith, Journal of Child Psychology and Psychiatry 34 (8), 1351–1136[53]

W 2008 roku ukazał się specjalny numer The Quarterly Journal of Experimental Psychology pt. „Uta Frith Bibliography”, wydany dla uhonorowania jej dorobku w latach 1969–2007. Poza wykazem publikacji w numerze zamieszczono artykuł Dorothy V.M. Bishop Forty years on: Uta Frith's Contribution to Research on Autism and Dyslexia, 1966–2006 oraz zbiór artykułów nt. obszaru badań, przygotowanych przez byłych uczniów i współpracowników.

## Odznaczenia, wyróżnienia i nagrody
Odznaczenia
2013 – Dama Komandor Orderu Imperium Brytyjskiego (DBE)
Funkcje w stowarzyszeniach naukowych
- 1992 – członek Academia Europaea
- 2001 – członek British Academy (FBA)
- 2001 – członek Academy of Medical Sciences, UK(inne języki) (FMedSci)
- 2005 – członek Royal Society (FRS)
- 2006 – członek honorowy British Psychological Society(inne języki)
- 2006–2008 – przewodnicząca Experimental Psychology Society(inne języki)
- 2008 – członek German Academy of Sciences Leopoldina
- 2008 – członek zagraniczny Royal Society of Arts and Sciences w Göteborgu
- 2008 – UKRC Women of Outstanding Achievement, SET[n]
- 2012 – członek zagraniczny National Academy of Sciences
- 2013 – honorowy członek British Science Association(inne języki)
- 2017 – przewodnicząca British Science Association

Nagrody
- 1990 – nagroda prezydenta British Psychological Society
- 2003 – Jean-Louis Signoret Prize od Ipsen Foundation
- 2004 – Robert Sommer Award od Medical School Uniwersytetu w Gießen
- 2005 – Burghölzli Award od Wydziału Psychiatrii Uniwersytetu Zuryskiego
- 2007 – nagroda za całokształt twórczości od International Association for Autism Research
- 2007 – Samuel T. Orton Award od International Dyslexia Association,
- 2009 – nagroda za całokształt twórczości od rady naukowej British Psychological Society
- 2009 – European Latsis Prize(inne języki) (Uta i Chris Frith)
- 2010 – Mind and Brain Prize od Centre for Cognitive Science (Uniwersytet Turyński)
- 2010 – 38th Sir Frederic Bartlett Lecture od Experimental Psychology Society
- 2013 – William James Fellow Award od Association for Psychological Science
- 2014 – „Prix Jean Nicod” (Uta i Chris Frith)

Honorowe członkostwo rad naukowych i doktoraty honorowe uczelni
Uniwersytet w Göteborgu (1998), Uniwersytet w St Andrews (2000), York University (2004), University of Palermo (2004), University College London (2007), University of Nottingham (2007), Newnham College (2008), University of Cambridge (2012), Uniwersytet Aston (2015), University of Bath (2016).